# Matteo Cicchitti
Matteo Cicchitti (Atessa, 8 novembre 1979) è un musicista italiano, noto per il rigore nella pratica esecutiva storica della musica delle varie epoche: rinascimento, barocca e classica.
Affianca all’attività di strumentista quella di direttore artistico e musicale.

## Biografia
Cicchitti vive in Abruzzo a Lanciano, contrabbassista, violonista, gambista e direttore musicale. Opera nel campo lavorativo musicale come concertista, docente nel MIUR e in scuole civiche musicali. Attualmente è cultore della materia nel Corso di laurea in Lettere e Filologia, linguistica e tradizione letterarie Dipartimento di Lettere, Arti e Scienze sociali con l‘insegnamento di Storia della musica moderna e contemporanea e di Drammaturgia musicale SSD: PEMM-01/C (ex L-ART/07) presso l'Università degli Studi G. D'Annunzio di Chieti. 
Fondatore e Presidente dell’associazione culturale musicale Musica Elegentia con sede legale ed operativa nella città di Lanciano.
Matteo Cicchitti ha conseguito con il massimo dei voti titoli accademici e specializzazioni di alto perfezionamento in Conservatori ed Istituzioni Superiori Musicali nelle città di Pescara, Como, Roma, Frosinone, Gubbio, Montepulciano, Atri, Parma, Pavia, Reggio Emilia, Piacenza e Vienna sotto la guida di celebri maestri: Patxi Montero, Roberto Sensi, Lutz Schumacher, Giancarlo De Frenza, Walter Casali, Wolfgang Güttler, Marco Decimo, Marco Di Bari, Ugo Nastrucci, Pasquale Veleno, Nicola Conci, Stefano Montanari, Simone Genuini e Francisco Navarra Lara.
Docente di ruolo di Musica [A030] presso la Scuola Statale Secondaria di I grado I.C. "Don Milani" di Lanciano (Ch), in più è attivo come insegnante in Italia e all’estero, con corsi, master e seminari sia di strumento che di musica d’insieme secondo pratica storicamente informata. Ha tenuto conferenze, masterclass e seminari presso l'Università degli Studi G. D'Annunzio di Chieti, il Conservatorio di Musica G. Briccialdi di Terni, il Conservatorio di Musica G. Nicolini di Piacenza, il Conservatorio di Musica A. Vivaldi di Alessandria, il Conservatorio di Musica A. Casella dell'Aquila, la Casa Circondariale di Lanciano (Ch), Archeoclub d'Italia APS - Sede di Pescara, la Fondazione Lanari nella Regione Marche, il Museo delle Corde Armoniche di Salle (Pe), la Fondazione La Rocca di Pescara e la Regione Abruzzo con l'Agenzia per la promozione culturale di Lanciano. Ha tenuto una masterclass de mùsica barroca in Messico nel contesto del III Festival de Música de Cámara de Jalisco (Guadalajara, Jal. Mx).
Ha concertato in teatri e sale internazionali di grande prestigio, fra cui: Palau de la Musica di Valencia, Philarmonic Concert Hall di Varsavia, Auditorium Baluarte di Pamplona, Casa Museo López Portillo di Guadalajara, Château Malromé (Toulouse-Lautrec's castle) in Saint-André-du-Bois, Abbaye Saint-Pierre di Vertheuil, Chiesa dei Padri Scolopi di Cracovia, Basilica Palladiana di Vicenza, Aula Magna Collegio Ghislieri di Pavia, Pinacoteca Nazionale di Ferrara, Aula Paolo VI di Città del Vaticano, Palazzo Honorati Carotti di Jesi, Pinacoteca di Palazzo d’Avalos di Vasto, Palazzo Ghilini di Alessandria, Palazzo de' Mayo di Chieti, Palazzo Barolo di Torino, Teatro Fenaroli di Lanciano, Aperia della Reggia di Caserta, Biblioteca Storica del Convento San Francesco di Bologna, Biblioteca Nazionale Universitaria di Torino, Rocca Brancaleone di Ravenna, Macro Testaccio La Pelanda di Roma, Chiesa del Gesù di Ancona, Chiesa di Santa Barbara dei Librari di Roma, Basilica di Santa Maria in Montesanto Roma, Chiesa di Santa Maria in Vallicella di Roma, Teatro Keiros di Roma, Teatro Marcello di Roma, Chiesa di Santa Maria Regina Apostolorum di Roma, Teatro delle Muse di Ancona, Sala Ghislieri di Mondovì (Cn), Teatro Vittoria di Torino, Teatro Fraschini di Pavia, Teatro della Pergola di Firenze.
Ha partecipato a importanti rassegne concertistiche quali: Festival di Chopin, Varsavia (Polonia); Stresa festival, Stresa (VB); Ravenna Festival XXXI edizione; Antiqua rassegna di musica antica e barocca, Belgioioso (Pv); Festival Antonio Vivaldi, Torino; Convers-Azioni 69ª ediz. Teatro olimpico, Vicenza; Roma Festival Barocco IX ediz.; Unione Musicale, Torino; Festival Internazionale di Musica Alessandria Barocca e non solo…; Festival dei Saraceni, Pamparato (Cn); Estate Musicale Frentana, Lanciano (Ch); Istituto Italiano di Cultura di Cracovia (Polonia); Festival Internazionale Chorda Sallis, Salle (Pe); Festival Barocco delle Marche; Società Bolognese per la Musica Antica, Bologna; Musica a Marfisa d’Este, Ferrara; Spazio & Musica XXVI edizione, Vicenza; Festival Musicale delle Nazioni, Roma; 32° Cantiere Internazionale d’Arte, Montepulciano (Si); International Festival of Baroque Music, Regione Abruzzo; Early Music Day 2019, Università di Chieti; Flos Carmeli, Lanciano (Ch); Festival dei Saperi, Pavia; Un'Estate da RE VI ediz. Caserta; Musica Antiqua Anxanum, Vasto (Ch); Notte dei Ricercatori 2018, Chieti; Notte dei Ricercatori 2022, Teramo; Ripensiamo il centro storico di Castel Frentano; Festiv'Alba 2022, Avezzano (Aq); Romaeuropa Festival, Roma; Mondovì Musica - Academia Montis Regalis 2022, Mondovì (Cn); Perosi Festival 2024, Tortona (Al); Armonie 2008, Fondazione Ospedale Salesi di Ancona, Romano Canavese (To); Levanto Music Festival Amfiteatrof 2024, Levanto (Sp); Società Aquilana dei Concerti “Bonaventura Barattelli” dell'Aquila; Temporada de Otoño 2012, Universidad de Guadalajara (Jal., México); Encuentro De DosCulturas, Segretaria de Cultura – Gobierno de Jalisco (Tlajomulco, Jal., México); Festival Internacional de Teatro, Tlaquepaque (Jal., Mèxico).
Socio della Società Bachiana Italiana, della Società Filosofica Italiana e della Società Italiana di Musicologia, collabora in qualità di ricercatore con il Centro di Documentazione e Ricerche Musicali «Francesco Masciangelo» di Lanciano, l'Istituto Abruzzese di Storia Musicale con sede all'Aquila e MVSA – Musica d'Abruzzo di Ortona (Ch), per l'esegesi, lo studio e la divulgazione del patrimonio musicale di ogni epoca e stile, in particolare abruzzese. Ha pubblicato alcuni suoi lavori con Sony Deutsche Harmonia Mundi, Brilliant Classics, Dynamic Records, Neuma Edizioni, Urania Records, Casa Editrice Tinari, Edizioni Momenti, Arcana Records, ME Operae, Tactus Records e Challenge Classics.
Ha cooperato con artisti del calibro di: Lior Shambadal, Luca Ferrara, Massimiliano Caldi, Dario Lucantoni, Luigi Marzola, Carlo De Martini, Alessandro Perpich, Marco Rogliano, Marcello Bianchi, Evangelina Mascardi, Alessandro Ciccolini, Alena Dantcheva, Silvia Frigato, Roberta Invernizzi, Gregory Kunde, Giordano Antonelli, François-Xavier Lacroux, Alessandra Rossi Lürig, Estévan Velardi, Davide Monti, Fabrizio Cipriani, Enrico Casazza, Federico Guglielmo, Stefano Montanari e Fabio Biondi.
È stato ospite in dirette radiofoniche: Radio Classica, Rai Radio 3, Radio Svizzera Italiana, Radio Vaticana, Ckrl 89,1 Continuo Québec, Radio Mozart Italia, RadioPNR InBlu Tortona, Radio Abracadabra e Media Radio Castellana (ledirettedellesette). E in dirette televisive: Rai 1, Rai 3, TV Koper-Capodistria e Sky Classica.
Attualmente svolge attività concertistica collaborando con varie orchestre: Alessandro Stradella Consort, Europa Galante, Accademia d'Arcadia, Musica Antiqua Latina, Quartetto Vanvitelli, Orchestra Barocca delle Marche, ArParla Plus, Cappella Musicale Corradiana, I Solisti Ambrosiani, L'Archicembalo , Coro della Fondazione Guido d'Arezzo e Musica Elegentia di cui egli stesso è fondatore e direttore.

## Strumenti
Suona un contrabbasso anon. (1880 ca) proveniente dalla Germania dell’est, un bassetto di viola modello Maggini, un violone 16′ copia G. Mellini (1750 ca) e una viola da gamba basso copia J. Stainer (1667).

## Discografia
- 2015 - Antonio Vivaldi, Concerti e Sinfonie per archi e continuo, L'Archicembalo, Tactus Records.
- 2016 - Peregrinare nei suoni gravi e soavi - Live in Rome Teatro Keiros marzo 2014, Matteo Cicchitti/Musica Elegentia, ME Operae.
- 2018 - Michele Mascitti, Sonate a violino solo e basso Op. VIII, Quartetto Vanvitelli, Outhere Music Arcana.
- 2019 - Antonio Vivaldi, Complete Concertos and Sinfonias for Strings and Basso Continuo, L’Archicembalo, BrilliantClassics.
- 2019 - Kaspar Fürstenau, Twelve Original Compositions op. 35 and Six Duets op. 37, Matteo Cicchitti/Musica Elegentia, ME Operae.
- 2020 - Sacred Haendel, Music for Carmelite Vespers Rome 1700, Musica Antiqua Latina/Coro da Camera Italiano, Sony Deutsche Harmonia Mundi.
- 2020 - Carl Ditters von Dittersdorf, J.K. Vaňhal, J.M. Haydn, Divertimenti Viennesi, Matteo Cicchitti/Musica Elegentia, Brilliant Classics.
- 2021 - Antonio Vivaldi, Concertos & Soprano Arias, I Solisti Ambrosiani, Urania Records.
- 2021 - Alessandro Stradella, La Circe 1st and 2nd versions, Alessandro Stradella Consort/Estévan Velardi, Dynamic Records.
- 2021 - Antonio Vivaldi, Complete Sonatas for 2 Violins and Basso Continuo, L’Archicembalo, BrilliantClassics.
- 2022 - Georg Chistoph Wagenseil, Six Sonatas for Violin, Cello and Violone, Matteo Cicchitti/Musica Elegentia, Challenge Classics.
- 2022 - Ortiz, Hume, Hely and Bertalotti, Ricercari e Canzoni, Matteo Cicchitti/Musica Elegentia, Challenge Classics.
- 2023 - Leopold Hofmann, Six Divertimenti Op. 1, Matteo Cicchitti/Musica Elegentia, Challenge Classics.
- 2024 - Michele Mascitti, Sonate a Tre - Opera Prima, Matteo Cicchitti/Musica Elegentia, Challenge Classics.

## DVD
- 2020 - Baroque Masterpieces - Concerto di Lanciano 16 agosto 2012, Hybris Baroque Ensemble, Regione Abruzzo, ME Operae.

## Premi e Riconoscimenti
- Vincitore dell'audizione come Primo contrabbasso dell'Orchestra Ateneo G. D'Annunzio (2007; Chieti)
- Vincitore del bando per l'insegnamento di Violone presso il Conservatorio di Musica A. Pedrollo (2018; Vicenza)
- Vincitore del bando per l'insegnamento di Contrabbasso, Musica da Camera e Musica Antica presso la Scuola Civica Musicale F. Ritucci Chinni (2021; Vasto CH)
- Vincitore del concorso straordinario DD 510 2020, Musica nella Scuola Secondaria di I Grado [A030]
- Vincitore del bando per l'insegnamento di Contrabbasso presso la Scuola Civica Musicale F. Fenaroli (2021; Lanciano CH)
- Diploma di merito per l'opera svolta in campo professionale, artistico e musicale, Comune di Salle (Pe) 2022
- Diploma di merito per l'opera svolta in campo professionale, artistico e musicale, Comune di Lanciano (Ch) 2022
- Diploma di merito per l'opera svolta in campo professionale, artistico e musicale, Regione Abruzzo 2023
- Diploma di merito per l'opera svolta in campo professionale, artistico e musicale, Comune di Torino di Sangro (Ch) 2024
- Candidatura nella longlist del premio discografico più prestigioso tedesco “Preis der deutschen Schallplattenkritik” nella sezione Jᴜʀʏ Eᴀʀʟʏ Mᴜsɪᴄ 2024

## Formazione accademica
- Diploma di Ragioniere e Perito Commerciale (1998; Lanciano CH)
- Operatore EDP - Electronic Data Processing (2001; Lanciano CH)
- Diploma di Conservatorio vecchio ordinamento (laurea magistrale) in Contrabbasso (2005; Pescara)
- Master Meeting in Contrabbasso (2005; Atri TE)
- Seminario di Musica da camera (2005; Lanciano CH)
- Seminario di Formazione orchestrale (2005; Lanciano CH)
- Seminario di Musica da camera (2006; Lanciano CH)
- Seminario di Formazione orchestrale (2006; Lanciano CH)
- Corso annuale di perfezionamento in Contrabbasso barocco (2006; Erba CO)
- Workshop con i Berlin Philharmonic (2006; Lanciano CH)
- Corso di Didattica musicale infantile (2006; Gubbio)
- Corso annuale di Direzione di coro (2007; Montepulciano SI)
- Laboratorio di Prassi esecutiva per strumenti ad arco della musica del 1600 e del 1700 (2008; Pavia)
- Laboratorio Orchestra barocca (2008; Como)
- Corso di Viola da gamba (2008; Romano Canavese TO)
- Laboratorio Orchestra classica (2010; Como)
- Stage sui Contrabbassi storici (2009/2010/2011; Vienna)
- Diploma Accademico II livello (laurea magistrale) con specialistica in discipline musicali, Contrabbasso (2011; Pavia)
- Master annuale di Violone e prassi esecutiva barocca (2009/2010/2011/2012; Reggio Emilia)
- Seminario di aggiornamento AIGAM (2012; Benevento)
- Corso I livello di formazione su la Musica nell'asilo nido e nella scuola dell'infanzia (2012; Campobasso)
- Corso II livello di formazione su la Musica nell'asilo nido e nella scuola dell'infanzia (2012; Milano)
- Seminario di aggiornamento AIGAM (2013; Campobasso)
- Corso teorico pratico sulle Metodologie di direzione d’orchestre giovanili e didattiche (2017; Frosinone)
- Masterclass internazionale di Direzione d'orchestra (2017; Roma)
- 24 CFU - Crediti formativi universitari (2020; Reggio Calabria)
- Corso su Strumenti per sviluppare l'intelligenza emotiva (2022; Lecce)
- Corso di formazione Ricetta del benessere: esercizi di consapevolezza corporea e alimentazione (2022; Firenze)
- Corso di formazione Meditare come un monaco Shaolin (2022; Domagnano RSM)
- Corso su Premesse alla didattica dell'educazione emotiva (2022; Lecce)
- Corso su Arti Terapie, premesse e contesti applicativi (2022; Lecce)
- Corso su Musicoterapia e scrittura per migliorare l'apprendimento e le relazioni nella scuola secondaria (2022; Lecce)
- Corso su Arti Terapie e autismo (2022; Lecce)
- Qualifica in Istruttore di Hatha Yoga (2022; Verona)
- Diploma Yoga Alliance in Yoga Nidra (2022; Valsamoggia BO)
- Diploma Nazionale CSEN di Istruttore in Ginnastica Dolce (2022; Roma)
- Diploma Accademico II livello (laurea magistrale) in Musica da Camera Indirizzo Strumenti ad Arco (2022; Piacenza)
- Corso su Attività pratiche per migliorare il clima in classe - Scuola dell'infanzia e primaria (2023; Lecce)
- Corso su Creare contenuti didattici con Canva (2023; Firenze)
- Convegno Internazionale Francesco Paolo Tosti e la romanza tra Otto e Novecento (2024; Ortona)
- Seminario di Drammaturgia Musicale (2024; Chieti)
- Corso di formazione ed aggiornamento su Gestione e trattamento dei dati personali in ambito scolastico (2024; San Giovanni Rotondo)
- Seminario sulla regia lirica (2024; Chieti)
- Corso di formazione di 30 ore sui contenuti digitali per la crescita - Nuova edizione focus AI (2025; NeoConnessi)
- Corso di formazione di 48 ore in Musicologia storico-sistematica come strumentista ed interprete (2025; Roma)